# Flemington, Pennsylvania
Flemington är en ort av typen borough i Clinton County i den amerikanska delstaten Pennsylvania med en yta av 1,2 km² och en folkmängd, som uppgår till 1 330 invånare (2010).